# 大上さんとケルベロスゥ!
『大上さんとケルベロスゥ!』（おおがみさんとケルベロスゥ）は、ならばによる日本の漫画作品。『まんが4コマぱれっと』（一迅社）にて、2014年5月号から2019年7月号まで連載。

## あらすじ
人間と耳人が一緒に暮らす世界。一匹狼の大上美月とその彼女に告白した犬耳の三つ子姉妹、ケル、ベロ、スゥによる女子校を舞台とした物語。

## 登場人物
大上美月（おおがみ みつき）
主人公。高校1年生。冷めたクールな美少女。幼少のころからぼっちであったが、黒田姉妹と友達になる。愛犬家。一人暮らしをしている。
黒田ケル（くろだ ケル）
黒田姉妹の長女。高校1年生。スポーツが大好きなさっぱりした性格。バスケ部所属。美月と同級生。
黒田ベロ（くろだ ベロ）
黒田姉妹の次女。高校1年生。元気いっぱいでずぼら。帰宅部。
黒田スゥ（くろだ スゥ）
黒田姉妹の三女。高校1年生。おどおどしていて内気で泣き虫。料理研究部所属。
三枝シャム（さえぐさ シャム）
高校1年生。ベロの同級生。風紀委員をしている。ネコ系の耳人。
白神サキ（しらがみ サキ）
高校2年生。イヌ系の耳人。風紀委員でバスケ部のエース。ケルとは中学からの付き合い。
掘須アンナ（ほるす アンナ）
高校3年生。ウシ系の耳人。料理研究部の部長。
郡山則夫（こおりやま のりお）
教員。担当科目は保健体育。生徒指導教諭。通称、ゴリ山。ゴリラ系の耳人。

### 世界観
耳人（みみびと）と呼ばれる動物の耳や角、尻尾などが生えた人種と共存共栄している。それらは○系人種、○系の耳人と呼ばれる。 

## 書誌情報
- ならば『大上さんとケルベロスゥ!』一迅社〈4コマKINGSぱれっとコミックス〉、全2巻
  1. 2015年12月初版発行、ISBN 978-4-7580-8254-9
  2. 2019年8月初版発行、ISBN 978-4-7580-8334-8